# Douglas Franco Teixeira
Douglas Franco Teixeira (Florianópolis, 12 januari 1988) – alias Douglas – is een in Brazilië geboren voormalig profvoetballer met de Nederlandse nationaliteit die bij voorkeur als centrale verdediger speelt.

## Persoonlijk
Douglas groeide met zijn twee broers en zus op in São Paulo, een metropool in Brazilië. Zijn familie was niet echt arm, maar ook niet rijk. Zijn vader werkte in een supermarkt en zijn moeder in een restaurant als kokkin. Zijn ouders waren steeds op pad om geld te verdienen, waardoor ze niet veel contact hadden met hun kinderen. Omdat zijn ouders bijna nooit thuis was, leefden Douglas en zijn broers en zus een groot deel van de dag op straat. Ook ging Douglas vaak niet naar school. Veel van zijn oude vrienden belandden in de criminaliteit, zaten in de gevangenis of zijn overleden. Dankzij het voetbal kwam Douglas los van die wereld. Als klein jongetje droomde hij van spelers als Ronaldo en Pelé, die bij Santos uit São Paulo (staat) speelde. Pelé kende hij alleen van grote verhalen, maar Ronaldo zag hij op televisie schitteren bij PSV en Barcelona.
Douglas heeft een Nederlandse vriendin, met wie hij op in 2011 een dochter kreeg. In maart 2011 slaagde hij voor het inburgeringsexamen. Hiermee voldeed hij aan alle voorwaarden om tot Nederlander te worden genaturaliseerd. Op 2 november 2011 kreeg hij van de Enschedese burgemeester Peter den Oudsten het Nederlands paspoort. Douglas verloor daarmee de Braziliaanse nationaliteit.

## Clubcarrière

### Joinville Esporte Clube
Voordat Douglas door zijn eerste club Joinville Esporte Clube op late leeftijd werd gescout, voetbalde hij op straat. Een neef van hem zat op de voetbalschool in Taipas, een departement van São Paulo. Zijn neef werd gevraagd voor een trainingsstage van een week bij Joinville, in de staat Santa Catarina, in het Zuiden van Brazilië. Hij mocht iemand uitkiezen om hem te vergezellen en die keus viel op Douglas. Toen zijn neef een testwedstrijd speelde, kwamen ze op een gegeven moment een speler tekort en werd Douglas gevraagd of hij mee wilde doen. Na de stage mocht de neef weer naar huis en kreeg Douglas een contract. Zijn ouders waren er aanvankelijk nog op tegen dat hij ging voetballen en hadden liever dat hij ging werken. Nadat hij zijn oma om hulp had gevraagd werden ze echter op andere gedachten gebracht. Na een jaar in de jeugd van Joinville stapte hij over naar het eerste. Via hem werd hij uitgenodigd voor een stage bij FC Twente, die hij succesvol afsloot, waarna de club uit Enschede hem inlijfde.

### FC Twente
In de voorbereiding van het seizoen 2007/2008 liep Douglas stage bij FC Twente. Die stage had als gevolg dat Douglas op 24 september 2007 een contract tot medio 2010 met een optie voor nog een jaar tekende bij de FC. Zijn eerste wedstrijd was een oefenwedstrijd van het eerste. Op 7 september 2007 tegen Borussia Mönchengladbach (2-2) speelde hij de gehele wedstrijd en was een van de doelpuntenmakers. Op zaterdag 22 december 2007 maakte hij zijn officiële debuut voor FC Twente. In de competitiewedstrijd tegen sc Heerenveen (1-2 winst) viel hij in de 90e minuut in voor Wout Brama.
In de competitiewedstrijd tegen AZ op 23 februari 2008 stond hij voor het eerst in de basis. Het duel eindigde in een 0-0 gelijkspel. Ook de wedstrijden daarna kon hij rekenen op een basisplaats en wist zelfs tot scoren te komen. Uiteindelijk zou Douglas twaalf competitiewedstrijden spelen. Ook stond hij alle wedstrijden tijdens de play-offs, waarin hij met FC Twente beslag wist te leggen op een plek in de voorronde van de Champions League, in het basiselftal.
Douglas wekte na zijn eerste seizoen belangstelling van diverse clubs, maar koos er uiteindelijk voor zijn contract tot medio 2012 te verlengen bij FC Twente. "Er waren meer clubs die hem wilden hebben, maar wij denken dat een langer verblijf bij FC Twente op dit moment het beste is voor zijn ontwikkeling", zei zijn zaakwaarnemer Raymond van Lierop in de Telegraaf.
Douglas groeide daarna uit tot een van de belangrijkste spelers van het elftal. In seizoen 2009/10 vormde hij samen met Peter Wisgerhof het centrale verdedigingsduo van het elftal dat kampioen werd van de Eredivisie. Een paar maanden later won hij ook de Johan Cruijff Schaal met het elftal. In het seizoen 2010/11 bleef Douglas een vaste kracht centraal achter in het elftal. Hij viel op door zowel in de thuis- als uitwedstrijd tegen AZ een rode kaart te krijgen van Ruud Bossen. De eerste was voor het neerhalen van een doorgebroken speler, de tweede voor een slaande beweging. Door zijn reactie op de laatste kaart legde FC Twente hem een schorsing van vijf wedstrijden op. Daarbovenop kwam de maximale boete en het vervullen van een sociaal-maatschappelijke activiteit. Met FC Twente won hij dat seizoen de Johan Cruijff Schaal en de KNVB beker. In seizoen 2011/12 kwam Douglas een totaal van 49 officiële wedstrijden in actie waarin hij vijf doelpunten scoorde. Zijn totale aantal wedstrijden voor de club kwam daarmee op 201. Ook werd er weer een Johan Cruijff Schaal aan de erelijst toegevoegd.
Voor aanvang van het seizoen 2012/13 keerde Douglas later terug van zijn vakantie in Brazilië dan de bedoeling was. Eerst gaf hij bij FC Twente een operatie van zijn moeder op als reden, maar liet vervolgens niks van zich horen. Een week nadat hij zich oorspronkelijk had moeten melden keerde hij terug naar Nederland. FC Twente besloot daarop hem voor onbepaalde tijd terug te zetten naar het beloftenelftal.

### Dinamo Moskou
Douglas ging in de transferperiode in de zomer van 2013 naar Dinamo Moskou. Twente liet hem transfervrij gaan, ondanks dat ze de kans hadden om zijn aflopende contract te verlengen. Douglas tekende voor drie jaar. In zijn twee seizoenen bij deze club speelde Douglas 45 wedstrijden en scoorde drie keer voordat hij vertrok naar Trabzonspor.

### Trabzonspor
Douglas tekende in augustus 2015 een contract tot medio 2018 bij Trabzonspor, de nummer vijf van de Süper Lig in het voorgaande seizoen. Dat betaalde circa €1.500.000,- voor hem aan Dinamo Moskou. Hij speelde uiteindelijk in een seizoen slechts 16 wedstrijden voor de Turkse club.

### Sporting Portugal
In augustus 2016 tekende Douglas een contract bij Sporting Lissabon, waar hij herenigd werd met Brian Ruiz, met wie hij eerder samenspeelde bij FC Twente. Een succes zou de samenwerking echter niet worden. Douglas zou slechts twee wedstrijden spelen voor de Portugese ploeg. In april 2017 werd hij betrapt op het gebruik van doping, nadat hij zonder overleg met de medische staf een diureticum (plaspil) had gebruikt. Hij werd door de WADA geschorst. In februari 2018 bracht hij de schorsing zelf naar buiten. In de zomer van 2018 liet hij zijn contract bij Sporting ontbinden. Hierna probeerde hij tevergeefs een nieuwe club te vinden.

### Terugkeer in het profvoetbal
In oktober 2019 sprak Douglas de ambitie uit om weer terug te keren in het profvoetbal. Een club had hij weliswaar nog niet, maar inmiddels was hij bezig om fit te worden. Op 19 november werd bekendgemaakt dat Douglas zich had aangeboden bij FC Emmen. De clubleiding nam het aanbod in beraad en bekeek later op de dag of beide partijen van toegevoegde waarde konden zijn. Op 24 november bracht hoofdtrainer Dick Lukkien naar buiten dat Douglas niet zal aansluiten bij de selectie van FC Emmen. Nadien bleef de Nederlands-Braziliaan onder begeleiding van fysiek trainer Martin Huizing, die Douglas goed kende uit zijn tijd bij FC Twente waar Huizing toen fysiek trainer was, werken aan zijn comeback en speelde hij een aantal wedstrijden voor amateurclub Barbaros in Hengelo. In de tussentijd zong zijn naam vooral rond in de supporterskringen van FC Twente en hoopte de fans aldaar nadrukkelijk op een terugkreeg van de mandekker. Technisch directeur Jan Streuer gaf medio juli 2020 echter aan dat een terugkeer van Douglas is uitgesloten, omdat de Braziliaanse-Nederlander al enige tijd geen wedstrijden had gespeeld op het hoogste niveau. Enkele weken later kreeg Douglas alsnog een kans op een comeback bij Go Ahead Eagles. De hoofdtrainer Kees van Wonderen kende Douglas van zijn tijd als assistent-trainer bij FC Twente en besloot de mandekker een kans te geven in de voorbereiding. Douglas was in de 6 maanden ervoor afgevallen van 115 kilo naar 96 kilo en was zodoende fit om aan de voorbereiding deel te nemen. Op 2 augustus 2020 maakte Douglas in een oefenwedstrijd tegen Telstar zijn rentree als voetballer. Hij deed in die wedstrijd 45 minuten mee. Op 7 augustus werd bekend dat Douglas alweer was vertrokken en een proefperiode zou draaien bij een onbekende club uitkomend in de 2. Bundesliga.

### Würzburger Kickers
Op 11 augustus werd bekendgemaakt dat Douglas voor het seizoen 2020/2021 een contract had getekend bij FC Würzburger Kickers uitkomend in de 2. Bundesliga. De ploeg was recentelijk gepromoveerd vanuit de 3. Liga en was zodoende op zoek naar verdedigende versterkingen. Met zijn club verloor hij in september 2020 de finale om de Bayerischer Toto-Pokal van 1860 München. Na de degradatie uit de 2. Bundesliga medio 2021 verliet hij de club. Voor deze club speelde Douglas 15 wedstrijden en scoorde een keer.
S.C. Barbaros
Op 7 juli 2022 werd via de Facebook pagina van de Hengelose sportclub Barbaros bekendgemaakt dat Douglas zou gaan uitkomen voor het eerste zondag elftal. Dit elftal komt uit in de Nederlandse Derde klasse, het achtste voetbalniveau in Nederland.
In het seizoen 2022/23 wist Douglas met deze ploeg promotie af te dwingen naar de Nederlandse Tweede klasse.

## Statistieken
| Seizoen | Club                |                    | Competitie      | Competitie | Competitie | Beker | Beker | Continentaal1 | Continentaal1 | Overig2 | Overig2 | Totaal | Totaal |
| Seizoen | Club                | Wed.               | Competitie      | Dlp.       | Wed.       | Dlp.  | Wed.  | Dlp.          | Wed.          | Dlp.    | Wed.    | Dlp.   |        |
| ------- | ------------------- | ------------------ | --------------- | ---------- | ---------- | ----- | ----- | ------------- | ------------- | ------- | ------- | ------ | ------ |
| 2006    | Joinville           | Vlag van Brazilië  | Série C         | 4          | 0          | —     | —     | —             | —             | —       | —       | 4      | 0      |
| 2007    | Joinville           | Vlag van Brazilië  | Série C         | 10         | 0          | —     | —     | —             | —             | —       | —       | 10     | 0      |
| 2007/08 | FC Twente           | Vlag van Nederland | Eredivisie      | 12         | 1          | 0     | 0     | 0             | 0             | 4       | 0       | 16     | 1      |
| 2008/09 | FC Twente           | Vlag van Nederland | Eredivisie      | 28         | 2          | 4     | 0     | 10            | 0             | —       | —       | 42     | 2      |
| 2009/10 | FC Twente           | Vlag van Nederland | Eredivisie      | 31         | 2          | 4     | 0     | 11            | 2             | —       | —       | 46     | 4      |
| 2010/11 | FC Twente           | Vlag van Nederland | Eredivisie      | 28         | 2          | 5     | 0     | 11            | 1             | 1       | 0       | 45     | 3      |
| 2011/12 | FC Twente           | Vlag van Nederland | Eredivisie      | 32         | 5          | 3     | 0     | 13            | 0             | 3       | 1       | 51     | 6      |
| 2012/13 | FC Twente           | Vlag van Nederland | Eredivisie      | 31         | 3          | 1     | 0     | 11            | 1             | —       | —       | 43     | 4      |
| 2013/14 | Dinamo Moskou       | Vlag van Rusland   | Premier League  | 20         | 0          | 1     | 0     | —             | —             | —       | —       | 21     | 0      |
| 2014/15 | Dinamo Moskou       | Vlag van Rusland   | Premier League  | 23         | 3          | 1     | 0     | 9             | 0             | —       | —       | 33     | 3      |
| 2015/16 | Dinamo Moskou       | Vlag van Rusland   | Premier League  | 2          | 0          | 0     | 0     | 0             | 0             | —       | —       | 2      | 0      |
| 2015/16 | Trabzonspor         | Vlag van Turkije   | Süper Lig       | 16         | 0          | 3     | 0     | —             | —             | —       | —       | 19     | 0      |
| 2016/17 | Sporting Lissabon   | Vlag van Portugal  | Primeira Liga   | 2          | 0          | 5     | 0     | —             | —             | —       | —       | 7      | 0      |
| 2016/17 | Sporting Lissabon B | Vlag van Portugal  | Liga Portugal 2 | 1          | 0          | 0     | 0     | —             | —             | —       | —       | 1      | 0      |
| 2017/18 | Sporting Lissabon   | Vlag van Portugal  | Primeira Liga   | 0          | 0          | 0     | 0     | —             | —             | —       | —       | 0      | 0      |
| 2020/21 | Würzburger Kickers  | Vlag van Duitsland | 2.Bundesliga    | 15         | 1          | 1     | 0     | 0             | 0             | 0       | 0       | 16     | 1      |
| Totaal  | Totaal              | Totaal             | Totaal          | 255        | 19         | 28    | 0     | 65            | 4             | 8       | 1       | 356    | 24     |

Bijgewerkt op 10 september 2021.

## Interlandcarrière
Douglas kwam nooit uit voor een vertegenwoordigend elftal van zijn geboorteland Brazilië. In 2010 gaf hij tegenover het Algemeen Dagblad aan dat hij ervoor open staat om zich te laten naturaliseren tot Nederlander. Tevens zou hij dan voor het Nederlands elftal uit willen komen. Bondscoach Bert van Marwijk reageerde positief op dit nieuws en gaf aan hem te willen helpen met de naturalisatie. Douglas heeft tevens al enige tijd een relatie met een Nederlandse. Op 23 september volgde er een gesprek tussen Douglas en een delegatie van de KNVB, onder leiding van Bert van Marwijk, in De Grolsch Veste te Enschede. De verdediger sprak daar voor het eerst met de keuzeheer en gaf in het gesprek aan graag Nederlander te willen worden. Van Marwijk noemde Douglas een 'interessante speler', die in de toekomst van waarde zou kunnen zijn voor het Nederlandse voetbal. Jan van Halst gaf namens FC Twente aan Douglas waar mogelijk te zullen ondersteunen tijdens de procedure. Op 1 maart 2011 werd bekend dat hij voor zijn inburgeringscursus was geslaagd. Het Ministerie van Binnenlandse Zaken en Koninkrijksrelaties bracht op 5 oktober 2011 een positief advies uit tot naturalisatie, waarna het aan de koningin was om het advies te bekrachtigen. Op 2 november 2011 verkreeg hij het Nederlands paspoort. Douglas moest zijn Braziliaans paspoort daarop inleveren. Officieel mag Douglas pas vanaf september 2012 voor het Nederlands elftal uitkomen, maar dit kon eventueel via een dispensatie van de FIFA vervroegd worden. De KNVB besloot echter na uitgebreid overleg met de wereldvoetbalbond hier vanaf te zien, omdat de kans van slagen minimaal was. Hierdoor miste Douglas het EK in Polen en Oekraïne.
Op 22 augustus 2012 zat Douglas voor het eerst bij de voorselectie van het Nederlands elftal. Bondscoach Louis van Gaal nam hem op in de 35-koppige voorselectie.
Op 8 oktober 2012 werd bekend dat Douglas voor de eerste keer bij de definitieve selectie van het Nederlands elftal zat. Nadat hij eerst buiten de selectie werd gelaten, riep bondscoach Louis van Gaal hem alsnog op voor de WK-kwalificatiewedstrijden tegen Andorra en Roemenië. Hij kon de eerste genaturaliseerde speler worden die voor het Nederlands elftal uitkwam, maar tot een debuut kwam het niet.

## Erelijst
FC Twente
- Kampioen Eredivisie

2009/10
- KNVB beker

2010/11
- Johan Cruijff Schaal

2010, 2011